# Mendocino National Forest
Der Mendocino National Forest liegt im Nordwesten von Kalifornien im Gebiet der Kalifornischen Küstengebirge und umfasst eine Fläche von etwa 3.700 km². Wie alle National Forests befindet er sich im Bundesbesitz und wird intensiv forstwirtschaftlich genutzt.
Der Mendocino National Forest ist der einzige National Forest in Kalifornien, der über keine befestigte Hauptstraße verfügt. Innerhalb des Waldgebietes gibt es diverse Freizeit- und Erholungsangebote. So gibt es vielfältige Wander- und Campingmöglichkeiten. Auch Paragliding und Angeln ist möglich. Auf dem größten See des Gebietes, dem Lake Pillsbury, sind auch verschiedene Wassersportmöglichkeiten erlaubt. Er grenzt im Südosten direkt an das Berryessa Snow Mountain National Monument.

## Flora und Fauna
Im Schutzgebiet lebt die größte kalifornische Population an Tule-Wapitis. Die Tiere wurden im 18. Jahrhundert fast ausgerottet und durch das California Department of Fish and Wildlife wieder im Park angesiedelt. Heute ist die Population stabil und kann an zehn Tagen im Jahr bejagt werden. Neben dem Mendocino National Forest kommen die Tiere nur noch im Los Padres National Forest vor. Zu den weiteren großen Säugetieren des Parks zählen Schwarzbären, Pumas und Rotluchse.
Die Landschaftsformen des Gebietes sind vielfältig. So existieren neben Eichen- und Koniferenwäldern, auch Chaparral- und Savannengebiete, sowie Feuchtwiesen. Zu den Pflanzen des Ökosystems zählen der Kalifornische Mohn, Gemeiner Flieder und Bartfaden.

## Wilderness Areas
Zum Mendocino National Forest gehören vier Totalreservate, die als Wilderness Area ausgezeichnet sind:
- Yolla Bolly-Middle Eel Wilderness
- Yuki Wilderness
- Snow Mountain Wilderness
- Sanhedrin Wilderness

## Geschichte
Im 18. Jahrhundert wurde im Gebiet des National Forest Bergbau betrieben und Holz abgebaut. Man hoffte dort größere Kupfervorkommen zu finden, was aber nicht eintrat. Bereits im frühen 19. Jahrhundert etablierten sich erste Heilquellen, die auch heute noch genutzt werden.
Am 6. Februar 1907 wies Präsident Theodore Roosevelt das Gebiet unter dem Namen Stony Creek National Forest aus. Das Gebiet war damals flächenmäßig deutlich größere als der heutige National Forest. Bereits 1908 zeigte sich, dass sich so ein großes Waldgelände schwerlich verwalten ließ und so wurde der Stony Creek National Forest in den California National Forest und den Trinity National Forest aufgeteilt. Um Namensverwechslungen zu vermeiden benannte Präsident Herbert Hoover das Gebiet 1932 in seinen heutigen Namen, Mendocino National Forest, um.
Am 10. Juli 1953 kamen im Mendocino National Forest beim Rattlesnake-Waldbrand 15 Feuerwehrleute um. Sie wurden beim Versuch eine Brandschneise anzulegen vom Feuer überrollt und verbrannten. Zwei Jahre später fand am 12. August 1955 der weltweit erste erfolgreiche Einsatz einer Boeing-Stearman Model 75 als Löschflugzeug statt. Die Maschine konnte ca. 640 Liter Wasser (170 Gallonen) mitführen. Bereits ein Jahr später standen hier 7 Löschflugzeuge zur Verfügung.

## Bilder

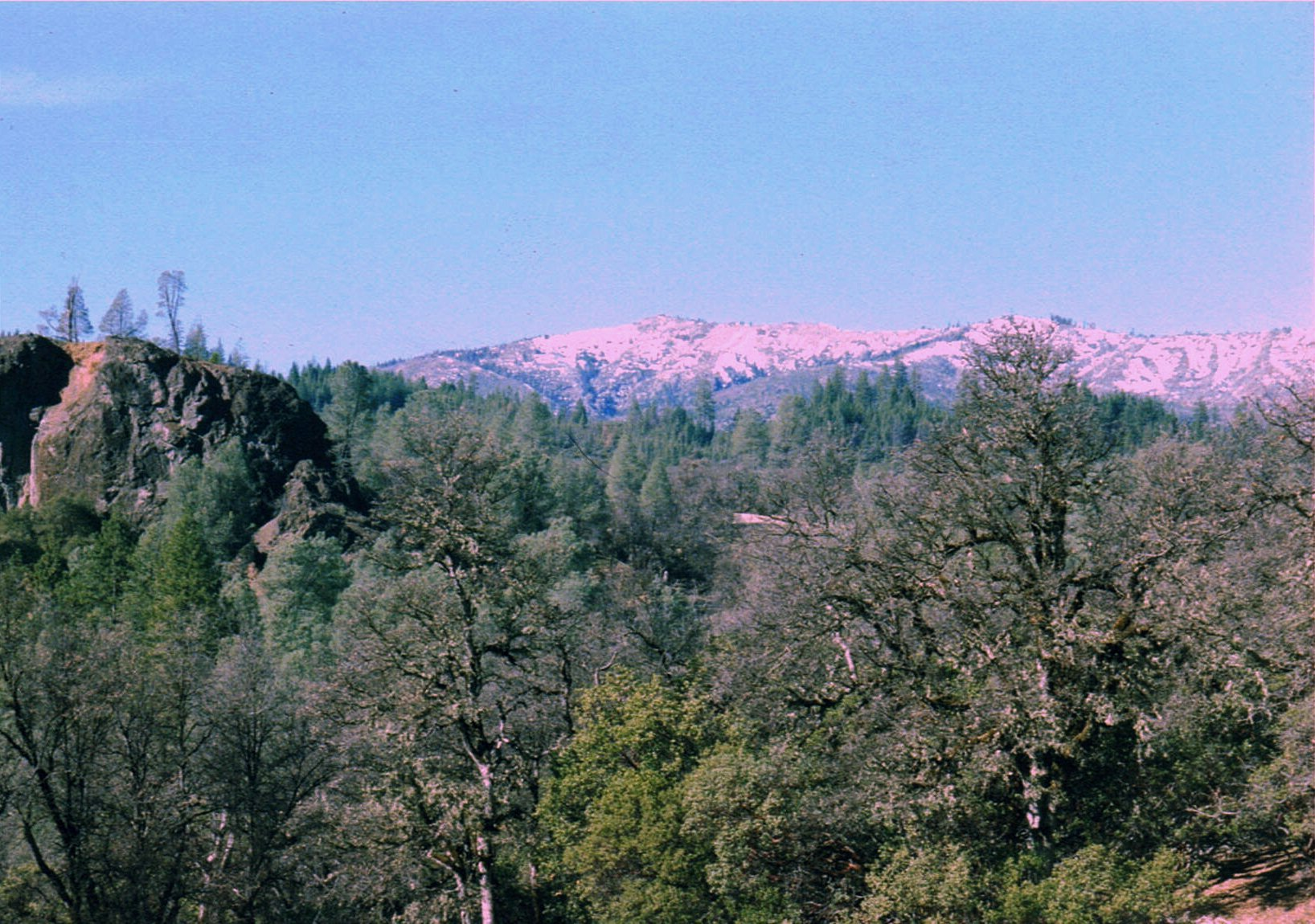
Blick auf die Sanhedrin Mountains
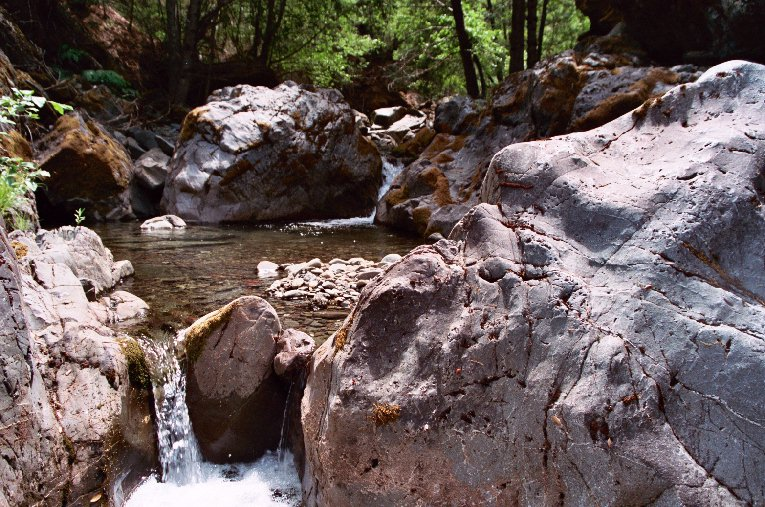
Der Rattlesnake Creek
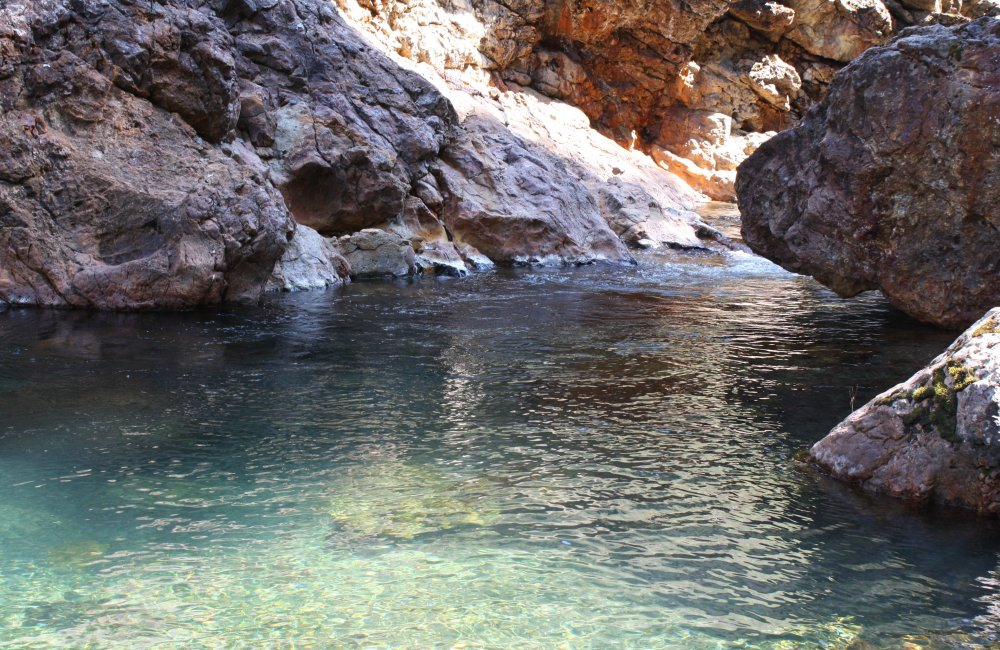
Heiße Quelle im Schutzgebiet
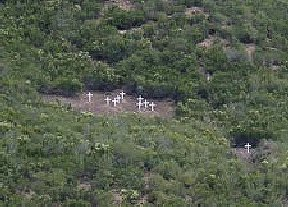
Gedenkkreuze für die Opfer des Rattlesnake-Waldbrandes
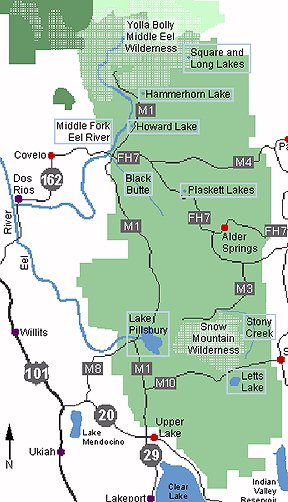
Karte des Parks